# 睡衣

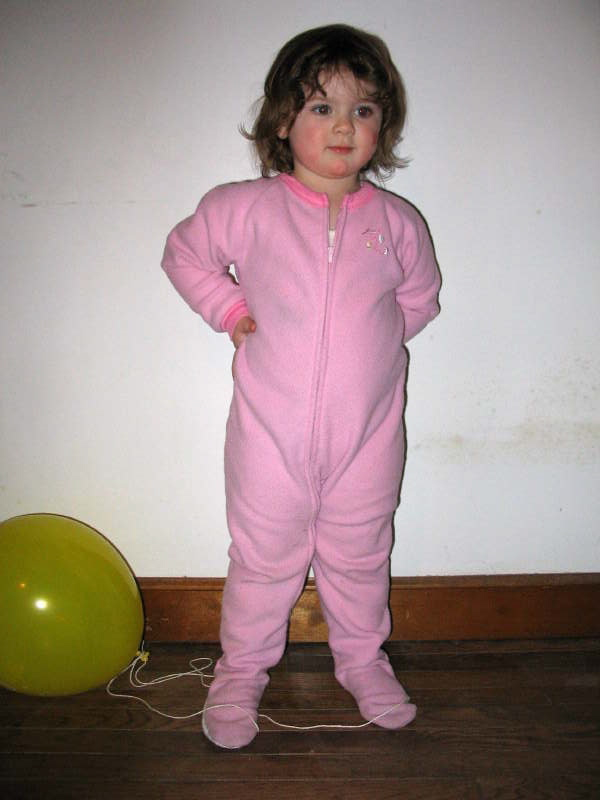
連身式童裝睡衣

睡衣 （又稱寢衣） 是專供人們睡覺時穿著的服裝，一般由寬鬆舒適的上衣和褲子組成。「睡衣」一詞在希臘語和烏爾都語裡，指的都是晚上在房間內穿的一種肥大的褲子。古代作為貴族專有服飾，在現代則成為一種最普通的日常服裝。現代的睡衣使用的材質一般包括棉、滌綸、錦綸等各種纖維製品的編制物，能帶給人們舒適與安穩的高品質睡眠。

## 辭源與歷史

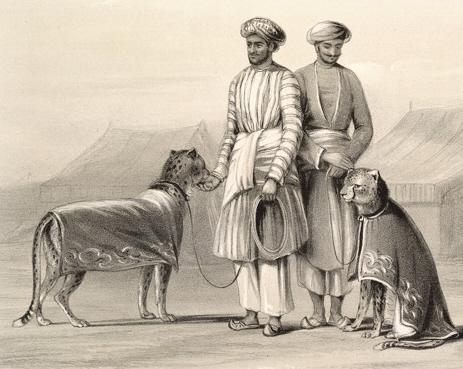
印度男性於打獵時所穿之睡衣（1844年）

在英文的pajama這個詞最初來源於波斯字پايجامه，由pai和jamah两个词组合而成，意思是“腿部服裝”，pai表示“腿”，而jamah則為“衣服”。
在羅馬時代，晚上穿著專用睡衣是上層貴族使用的專利。據歐洲古代著名醫生伊博·薩卡里的著作介紹，伊斯蘭地區早在9世紀的時候，就出現這種用於晚上睡覺穿的衣服，然而當時的歐洲，即 使是王宮貴族還是不知道睡衣為何物。
有的研究服裝史的專家認為，睡衣大約在11世紀末至13世紀末的十字軍東征時代從伊斯蘭地區傳入歐洲。直到16世紀，義大利才漸漸普及，因為當時義大利已與其鄰國土耳其建立不少通商口岸，因此睡衣較早普及。到了19世紀後半期，這種服飾已在歐洲各國普及。後來，僑居印度的英法服裝設計師們在這種款式的褲子基礎上加以改進，設計出專供人們晚上睡覺用的睡衣。
中國古代很早就出現睡衣，在《論語·鄉黨》就提到：有寝衣，长一身有半。

## 款式與設計

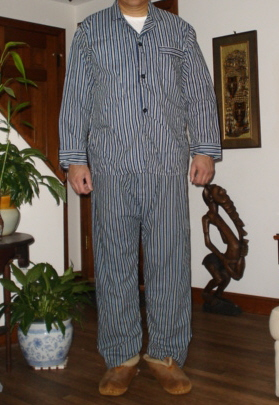
一般常見的兩件式睡衣

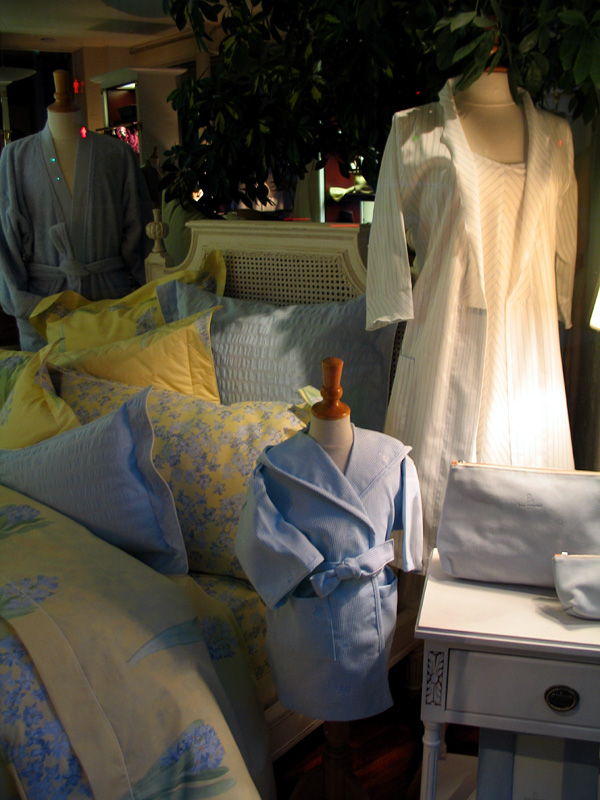
長袍式睡衣

如果從睡衣的款式來劃分的話，睡衣基本上可以分成連身式睡袍、吊帶式或分體式睡衣，多為質地的柔軟的純棉材質。連身式睡袍屬於較其他款式早出現並且被廣稱之爲睡衣，款式較為單一且大都為寬鬆長袍外付腰帶束腹。
分體式睡衣同樣為寬鬆設計的上下分身衣褲，整體的花色及款式上使用同一花色圖案，最大優點是穿著舒適行動方便。
吊帶式睡衣多見於炎熱氣候時候穿著，為了避免汗水將內衣弄濕，多採用吸汗且不貼身設計，一般由吊帶式背心和短褲組合而成。穿著上以居家方便為考量，亦有內衣外穿之款式，或者在吊帶式背心的外面，再穿上一件寬鬆外衣。設計上可長可短，短款近似背心，長款甚至可及腳底，因此同時具有連身式與分體式的特色。

## 使用事項
睡衣盡量選用柔軟且寬鬆舒適材質的衣物，有助於睡眠品質且較容易進入熟睡。而且與日常生活、工作所穿的衣服區隔，可避免將病菌帶入。
平常在天氣寒冷氣候應該多穿件衣服，但天冷並不適合穿厚重睡衣入眠，原因是厚重睡衣不透氣會妨礙皮膚呼吸與排汗，容易造成體外濕度增加，體表血液循環與皮膚新陳代謝會減少，因此反而不容易保暖。

## 睡衣在上海
自1970年代末上海人就有穿宽松、不暴露的整套睡衣下樓或逛街的習慣，美国摄影记者贾斯丁·瓜里利亚（Justin Guariglia）曾在其2008年的著作《行星上海》（PlanetShanghai）中，使用拍攝作品展示了上海人穿着睡衣上街的情景，並表示这种风尚是上海的一大特色。然則在上海世博期間，政府大力宣傳改革此習，現已較少見。

## 外部連結
- Gao Yubin, The Pajama Game Closes in Shanghai （页面存档备份，存于）. New York Times. May 14, 2010. Accessed May 18, 2010.